# Plüschkopftangare
Die Plüschkopftangare (Catamblyrhynchus diadema) ist ein 14,5 cm großer, südamerikanischer Singvogel. Die taxonomische Stellung dieser Art ist umstritten. Manche Zoologen stellen sie in die Familie der Ammern (Emberizidae), andere stellen sie in die Familie der Tangaren (Thraupidae) oder teilen sie einer eigenen Familie, den Plüschkopftangaren (Catamblyrhychinae), zu.

## Aussehen
Der Vogel hat ein rotbraunes Brustgefieder, schwarze Rücken- und Schwanzfedern. Auf dem Kopf trägt eine gelborange Haube. Der Schnabel ist schwarz und die Beine sind grau gefärbt.

## Verbreitung und Lebensraum

Verbreitungsgebiet der Plüschkopftangare (grün)

Der Vogel bewohnt die Nebelwälder und offenen Lichtungen der Anden von Venezuela bis Nordargentinien.

## Lebensweise
Der Vogel sucht in den Sträuchern und am Boden nach Insekten. Weitere Angaben zur Lebensweise und zur Brut sind aufgrund der versteckten Lebensweise der Vögel bisher nicht bekannt.

## Gefährdung
Obwohl der genaue Gesamtbestand dieser Art nicht bekannt ist, stuft  die IUCN diese Art als nicht gefährdet ein.